# Героїн
Герої́н, або діацетилморфін, або діаморфін — сильнодійний напівсинтетичний наркотичний знеболювальний препарат, похідний від морфіну, що був синтезований у 1874 році англійським хіміком і фізиком Чарльзом Ромлі Елдером Райтом. Він має депресивний вплив на центральну нервову систему людини. Героїн швидко призводить до фізичної залежності.

## Фізичні властивості
Дрібні кристалики або кристалічний порошок, білого кольору (вільна основа — з легким світло-коричневим відтінком), при тривалому впливі повітря рожевіє. Без запаху, гіркий на смак. При нагріванні до розкладання виділяє токсичні пари (оксиди азоту).

## Фармакологічні властивості
Після потрапляння в організм героїн швидко деацетилюється до 6-моноацетилморфіну (6-МАМ), який потім деацетилюється до морфіну. Існує складна взаємодія між героїном та його активними метаболітами: 6-МАМ, морфіном і морфін-6-глюкуронідом (M6G). Вважається, що складна часова картина ефектів героїну є результатом послідовної, лише частково перекриваючоїся дії не лише 6-MAM, морфіну та M6G, але й самого героїну, який вже не розглядається як засіб доставки його активних метаболітів до мозку.
Незважаючи на свою довгу історію, фармакологія героїну все ще недостатньо вивчена.

## Синтез
Героїн отримують з морфіну шляхом обробки оцтовим ангідридом або хлорангідридом оцтової кислоти. З 10 кг опію отримують 1 кг героїну.

## Застосування

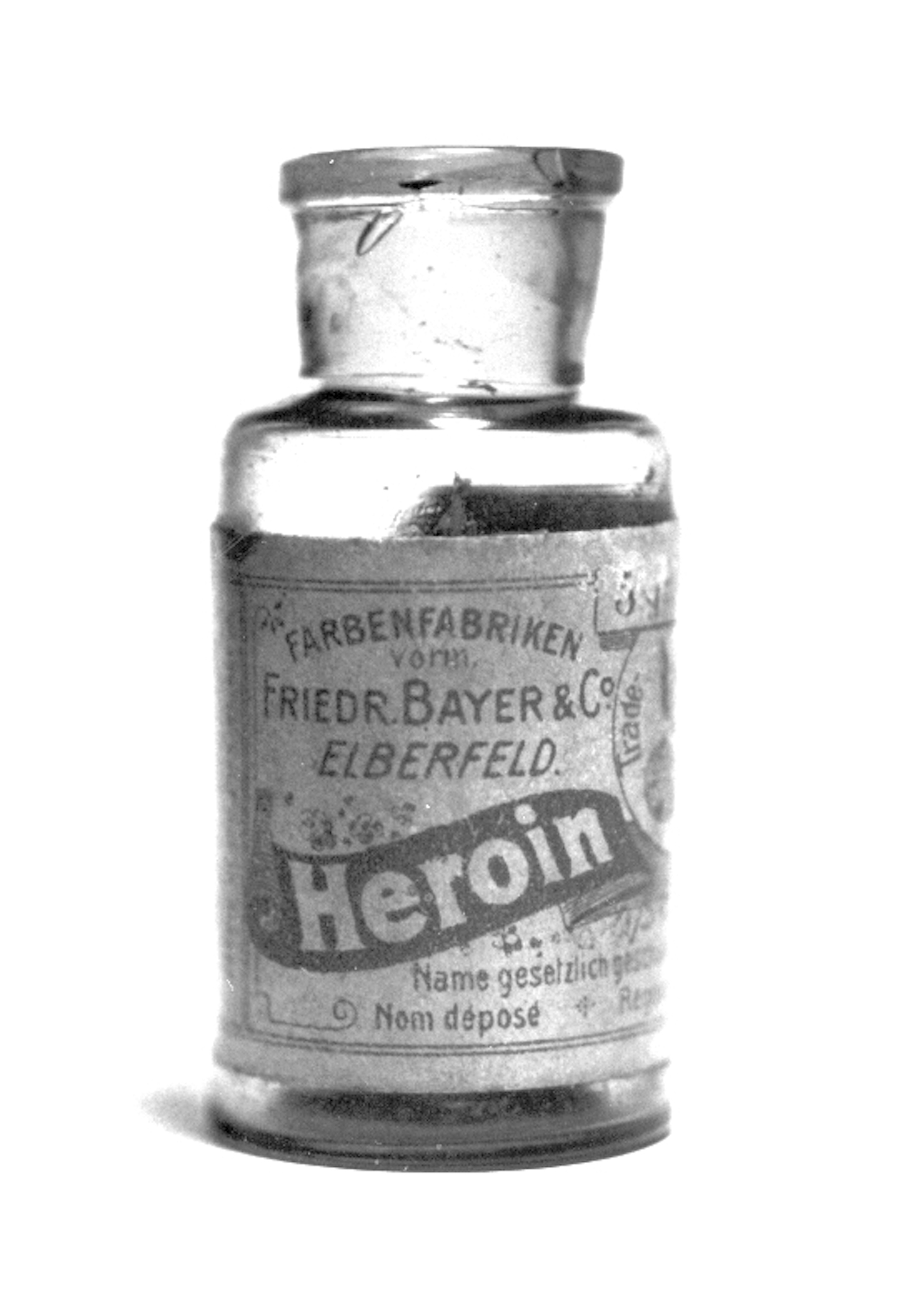
Пляшечка з-під героїну від Bayer

Близько 50 років (до 1925 р.) був офіційним лікарським засобом. В 1925 році Комітет Здоров'я Ліги Націй заборонив використання діацетилморфіну через його здатність викликати наркотичну залежність.
Героїн використовується в замісній терапії, тобто введенні ін'єкційного героїну опіоїдним наркоманам, які не реагують або не переносять лікування препаратами, що зазвичай використовуються в опіоїдній терапії, такими як метадон або бупренорфін. Доведено, що для цієї групи пацієнтів замісна терапія героїном покращує стан здоров'я та соціальну адаптацію, хоча в групі героїну було виявлено більше негативних побічних ефектів, ніж у групі метадону. Замісна терапія героїном використовується в національних системах охорони здоров'я Швейцарії, Німеччини, Нідерландів, Данії та Великої Британії. Подальші клінічні випробування також тривають у Канаді та Бельгії.

## Вживання
Люди роблять ін'єкції, вдихають, нюхають або курять героїн, а дехто змішує героїн з крэк-кокаїном, що називається «спідбол».
Дослідження, опубліковане в журналі JAMA Psychiatry, вказує на те, що героїн вживають «білі чоловіки та жінки віком від 20 років, які проживають у приміських і сільських районах (США)». У 1960-х роках вживання опіатів було найпоширенішим серед молодих чоловіків. Автори виявили, що середній вік споживачів героїну в 1960-х роках становив 16,5 років, і більшість з них були чоловіками. Серед цієї групи 80 відсотків вживали героїн від самого початку їх зловживання наркотиками.
У 2012 році річна поширеність неін'єкційного вживання героїну становила 0,3% серед учнів 8-х класів і 0,4% серед учнів 10-х і 12-х класів. Протягом усіх років навчання річна поширеність вживання героїну ін'єкційним шляхом становила 0,4%. Протягом усіх років навчання річний показник поширеності вживання героїну ін'єкційним шляхом становив 0,4%.

## Передозування
Наслідки передозування опіоїдів характеризуються сильним пригніченням дихальної системи, що може призвести до дихальної недостатності, коми та смерті.
У разі передозування героїном необхідно негайно застосувати налоксон, який блокує дію опіоїдів на організм. Іноді може знадобитися більше однієї дози препарату. Існує дві форми налоксону: ін'єкційний препарат і назальний спрей, який можна використовувати без медичної підготовки. Людям, яким загрожує передозування, рекомендується мати при собі налоксон, який можна купити в аптеці.

## Смертність
Щороку багато людей у світі помирають від передозування героїну, який є одним з найрозповсюдженіших наркотиків серед споживачів ін'єкційних наркотиків.
Кількість викликів швидкої допомоги, пов'язаних із вживанням героїну, зросла з 33 900 у 1990 році до 213 118 у 2009 році. Кількість смертей від передозування героїну зросла з 2 300 у 1991 році до 15 958 у 2017 році. У всьому світі кількість смертей від передозування героїну зросла в 7 разів.

## Галерея

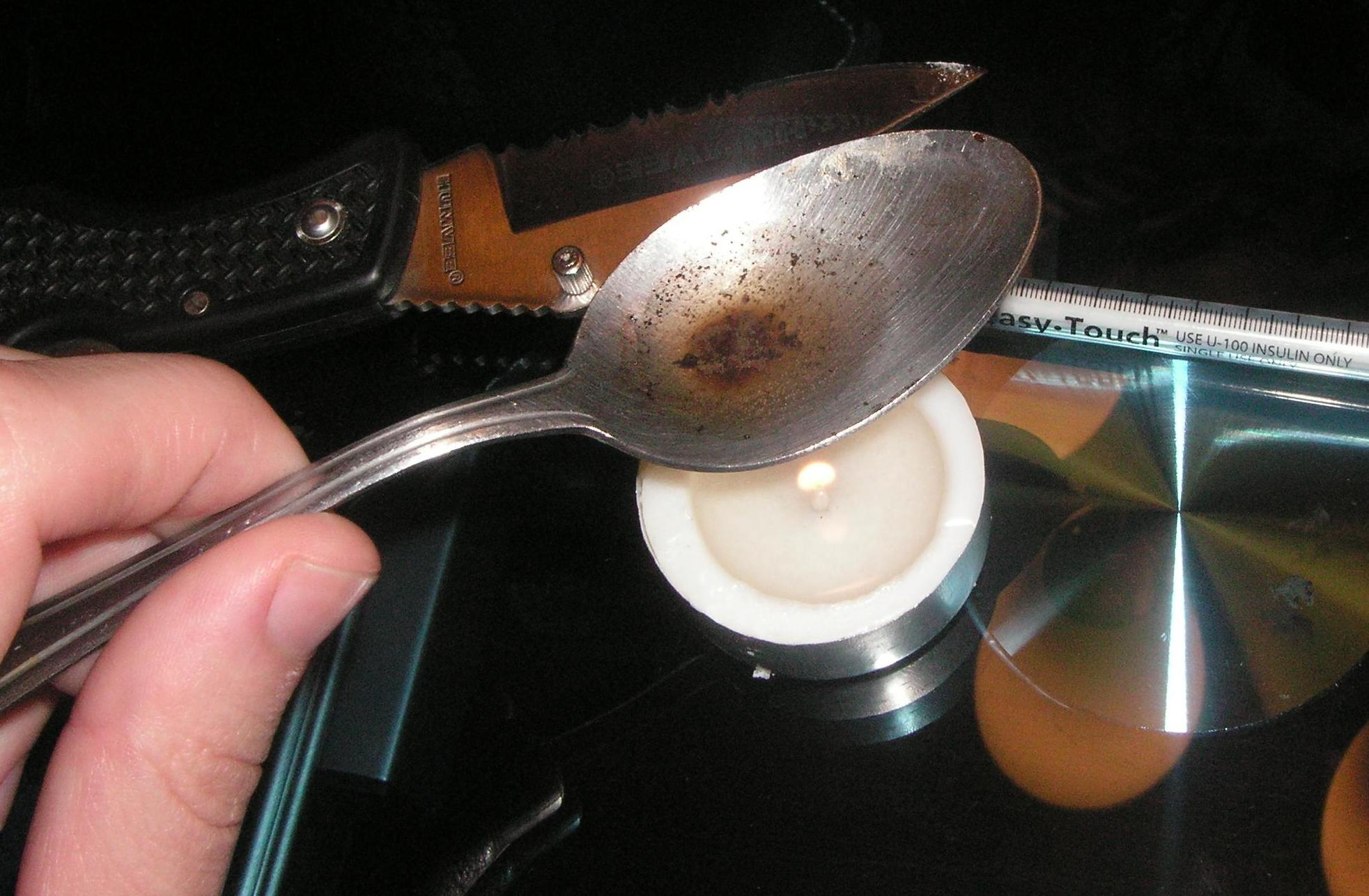
Підготовка героїну для ін'єкцій
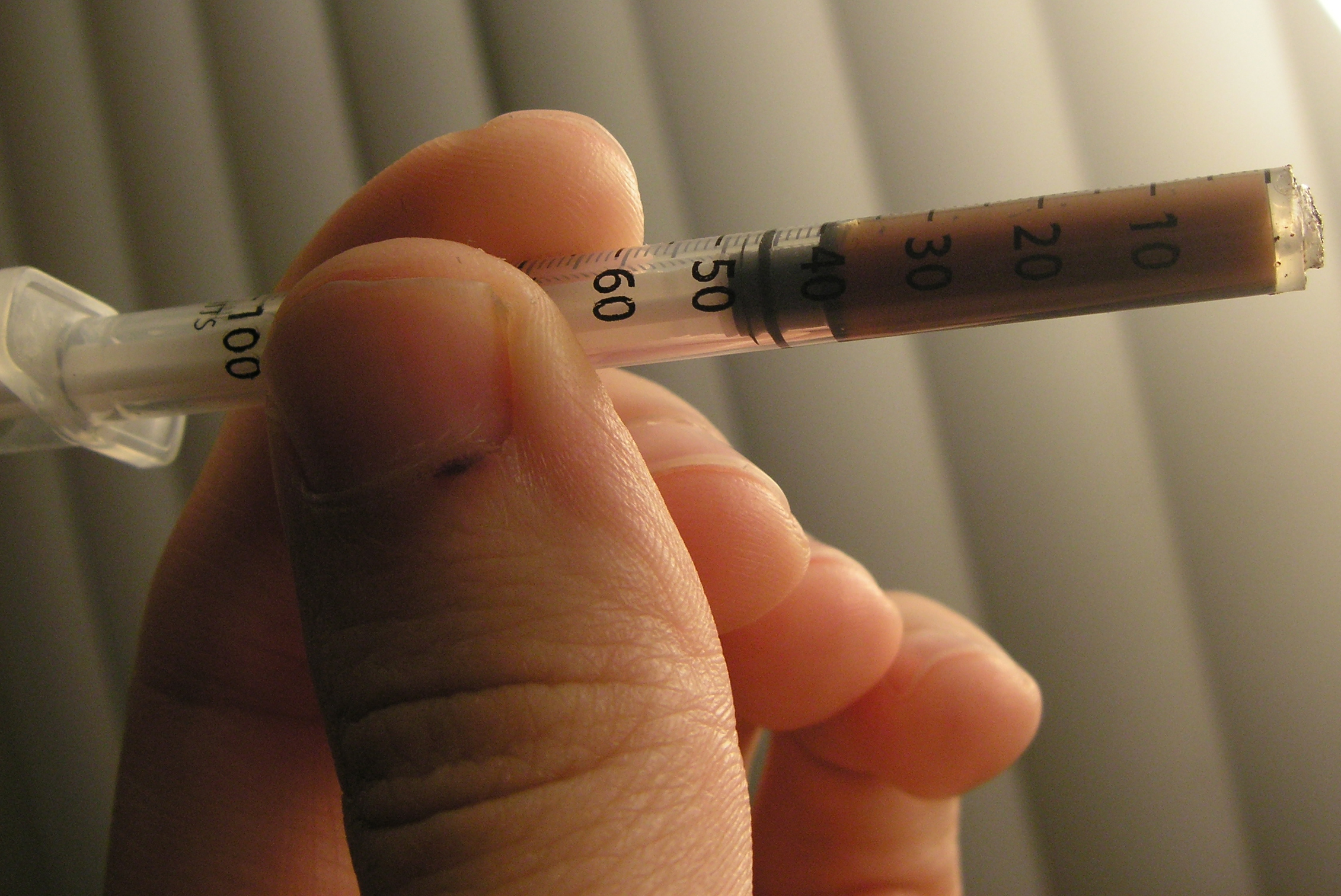
Модифікований шприц для введення супозиторію
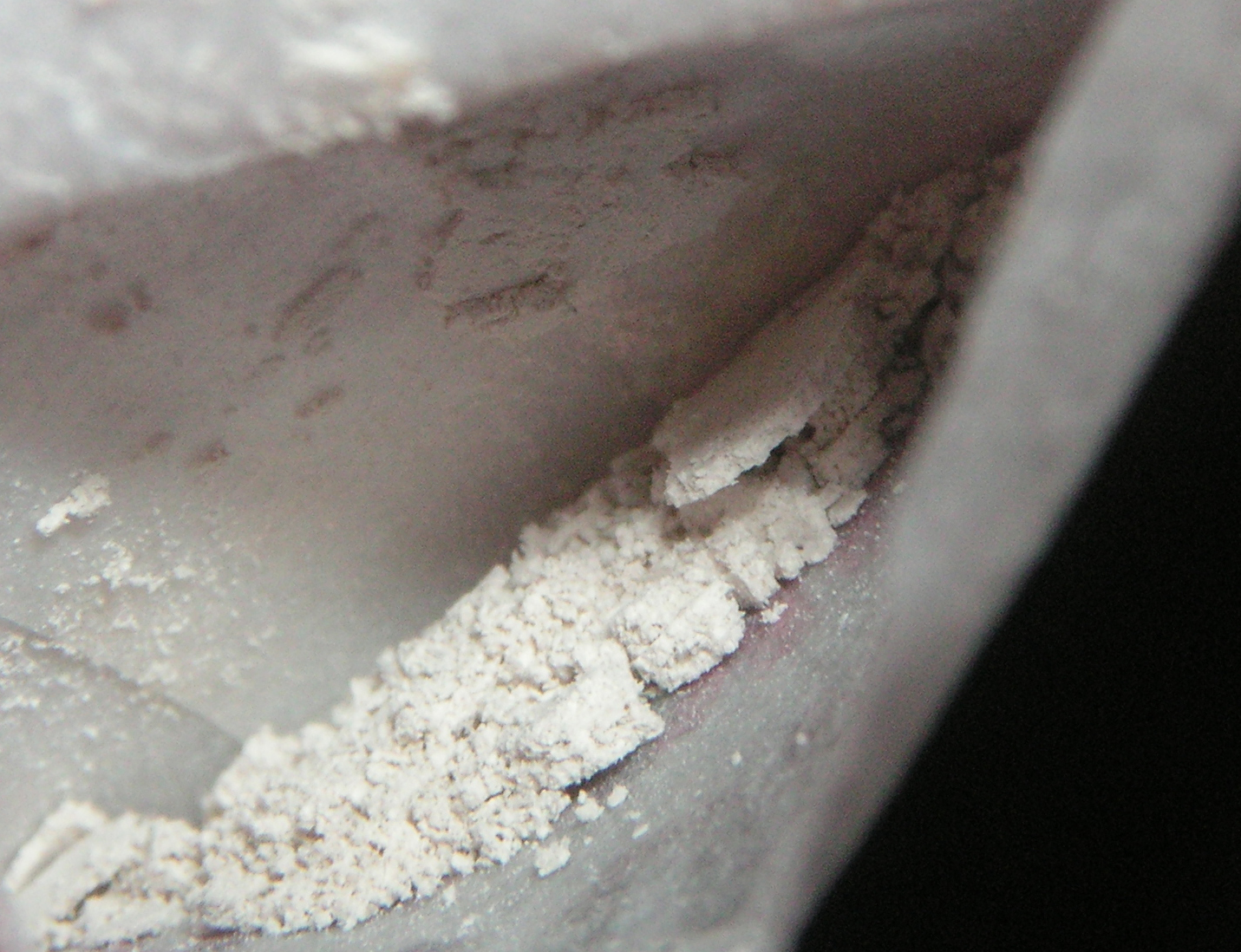
Один з видів героїну

## Виноски
1. ↑  Diacetylmorphine
2. ↑  Milella, Michele Stanislaw; D’Ottavio, Ginevra; De Pirro, Silvana; Barra, Massimo; Caprioli, Daniele; Badiani, Aldo (8 квітня 2023). Heroin and its metabolites: relevance to heroin use disorder. Translational Psychiatry (англ.). 13 (1): 1—16. doi:10.1038/s41398-023-02406-5. ISSN 2158-3188.
3. ↑  PubChem. Heroin — Chemical and Physical Properties. pubchem.ncbi.nlm.nih.gov (англ.). Процитовано 26 квітня 2025.
4. ↑  Gottås, A.; Øiestad, E. L.; Boix, F.; Vindenes, V.; Ripel, Å; Thaulow, C. H.; Mørland, J. (2013-10). Levels of heroin and its metabolites in blood and brain extracellular fluid after i.v. heroin administration to freely moving rats. British Journal of Pharmacology. 170 (3): 546—556. doi:10.1111/bph.12305. ISSN 1476-5381. PMC 3791993. PMID 23865556.
5. 1 2  Milella, Michele Stanislaw; D'Ottavio, Ginevra; De Pirro, Silvana; Barra, Massimo; Caprioli, Daniele; Badiani, Aldo (8 квітня 2023). Heroin and its metabolites: relevance to heroin use disorder. Translational Psychiatry. 13 (1): 120. doi:10.1038/s41398-023-02406-5. ISSN 2158-3188. PMC 10082801. PMID 37031205.
6. ↑  Odell, Luke R.; Skopec, Jana; McCluskey, Adam (20 грудня 2006). A ‘cold synthesis’ of heroin and implications in heroin signature analysis: Utility of trifluoroacetic/acetic anhydride in the acetylation of morphine. Forensic Science International. 164 (2): 221—229. doi:10.1016/j.forsciint.2006.02.009. ISSN 0379-0738.
7. ↑  Hosztafi, S. (2001-10). [Heroin. II. Preparation, hydrolysis, stability, pharmacokinetics]. Acta Pharmaceutica Hungarica. 71 (3): 373—383. ISSN 0001-6659. PMID 11961908.
8. ↑  Clutterbuck, Richard (1995). Clutterbuck, Richard (ред.). The Heroin Trail. Drugs, Crime and Corruption: Thinking the Unthinkable  (англ.). London: Palgrave Macmillan UK. с. 81—89. doi:10.1057/9780230376472_10. ISBN 978-0-230-37647-2.
9. ↑  Haasen, Christian; Verthein, Uwe; Degkwitz, Peter; Berger, Juergen; Krausz, Michael; Naber, Dieter (2007-07). Heroin-assisted treatment for opioid dependence: Randomised controlled trial. The British Journal of Psychiatry (англ.). 191 (1): 55—62. doi:10.1192/bjp.bp.106.026112. ISSN 0007-1250.
10. ↑  WRS | Switzerland embraces heroin-assisted treatment. web.archive.org. 13 березня 2012. Процитовано 27 квітня 2025.
11. ↑  Internet Archive (2008-06). Addiction  2008-06: Vol 103 Iss 6 (English) .
12. ↑  Verthein, Uwe; Bonorden-Kleij, Karin; Degkwitz, Peter; Dilg, Christoph; Köhler, Wilfried K.; Passie, Torsten; Soyka, Michael; Tanger, Sabine; Vogel, Mario (2008). Long-term effects of heroin-assisted treatment in Germany. Addiction (англ.). 103 (6): 960—966. doi:10.1111/j.1360-0443.2008.02185.x. ISSN 1360-0443.
13. ↑  Heroin Insight (PDF) (англ.). Архів оригіналу (PDF) за 22 липня 2021.
14. 1 2  Heroin. medlineplus.gov. Процитовано 26 квітня 2025.
15. ↑  The new face of heroin: Today's users different than decades ago (англ.). CBS.
16. 1 2 3  Oelhaf, Robert C.; Azadfard, Mohammadreza (2025). Heroin Toxicity. StatPearls. Treasure Island (FL): StatPearls Publishing. PMID 28613487.
17. ↑  Heroin and Opioid Awareness | Opioid Facts. www.justice.gov (англ.). 12 вересня 2016. Процитовано 26 квітня 2025.
18. ↑  Abuse, National Institute on Drug (--). What are the immediate (short-term) effects of heroin use? | National Institute on Drug Abuse (NIDA). nida.nih.gov (англ.). Процитовано 27 квітня 2025.
19. ↑  Heroin - Alcohol and Drug Foundation. adf.org.au (англ.). Процитовано 26 квітня 2025.